# Halomicrobium
A Halomicrobium a Halobacteriaceae családba tartozó Archaea nem. Az archeák – ősbaktériumok – egysejtű, sejtmag nélküli prokarióta szervezetek. Fajai: Halomicrobium mukohataei, Halomicrobium katesii és Halomicrobium zhouii. Sóval telített vagy majdnem telített vízben élnek.

### Tudományos folyóiratok
- Oren A, Elevi R, Watanabe S, Ihara K, Corcelli A (2002). „Halomicrobium mukohataei gen. nov., comb. nov., and emended description of Halomicrobium mukohataei”. Int. J. Syst. Evol. Microbiol. 52 (Pt 5), 1831–1835. o. DOI:10.1099/ijs.0.02156. PMID 12361294.
- Oren A, Ventosa A (2000). „International Committee on Systematic Bacteriology Subcommittee on the taxonomy of Halobacteriaceae. Minutes of the meetings, 16 August 1999, Sydney, Australia”. Int. J. Syst. Evol. Microbiol. 50, 1405–1407. o. PMID 10843089.

### Tudományos könyvek
- Gibbons, NE.szerk.: RE Buchanan and NE Gibbons, eds.: Family V. Halobacteriaceae fam. nov., Bergey's Manual of Determinative Bacteriology, 8th, Baltimore: The Williams & Wilkins Co. (1974. március 20.)

### Tudományos adatbázisok
- Halomicrobium PubMed hivatkozásai
- Halomicrobium PubMed Central hivatkozásai
- Halomicrobium Google Scholar hivatkozásai